# Harald Lesch

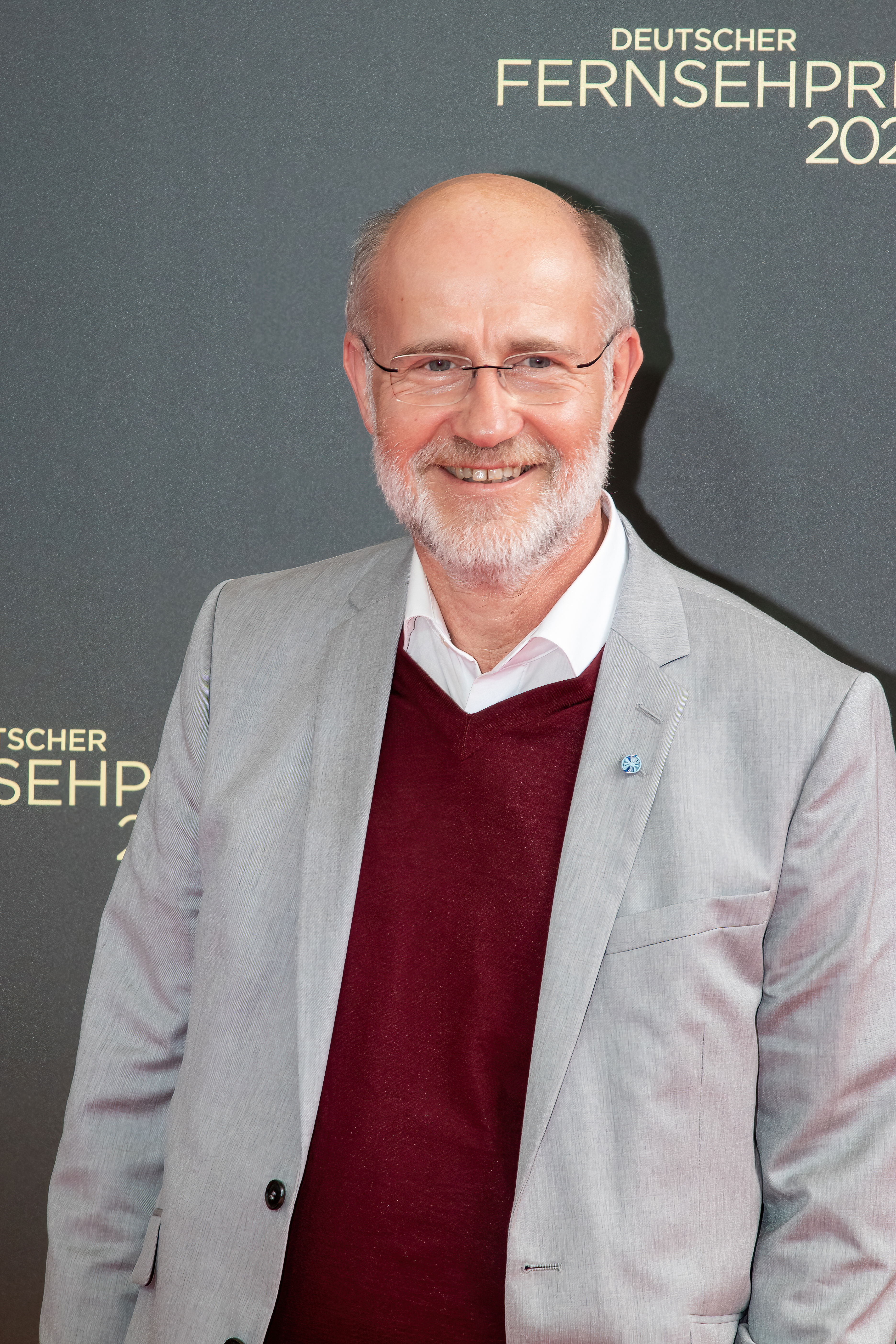
Harald Lesch in 2021

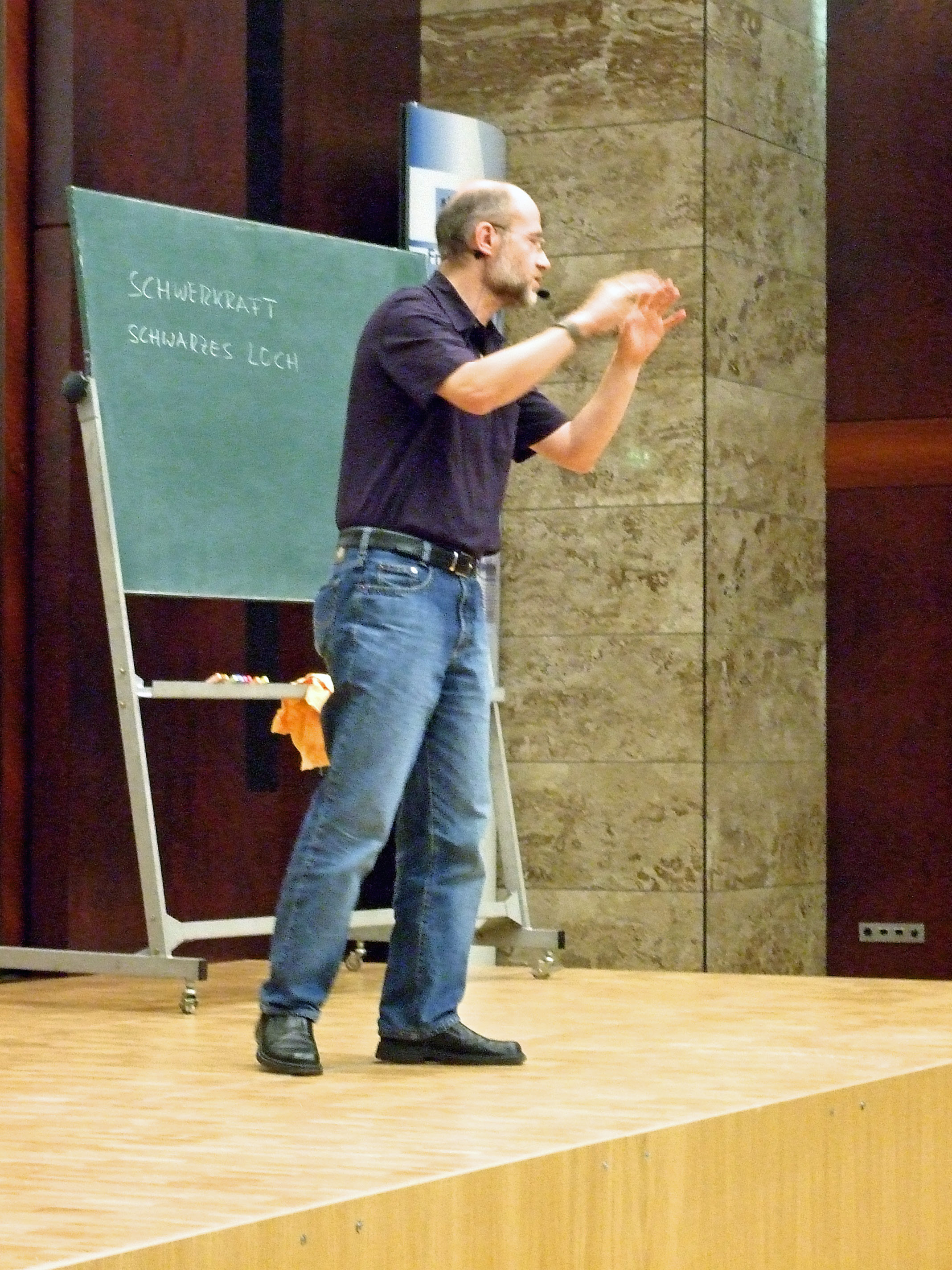
Lesch tijdens een voordracht, augustus 2007

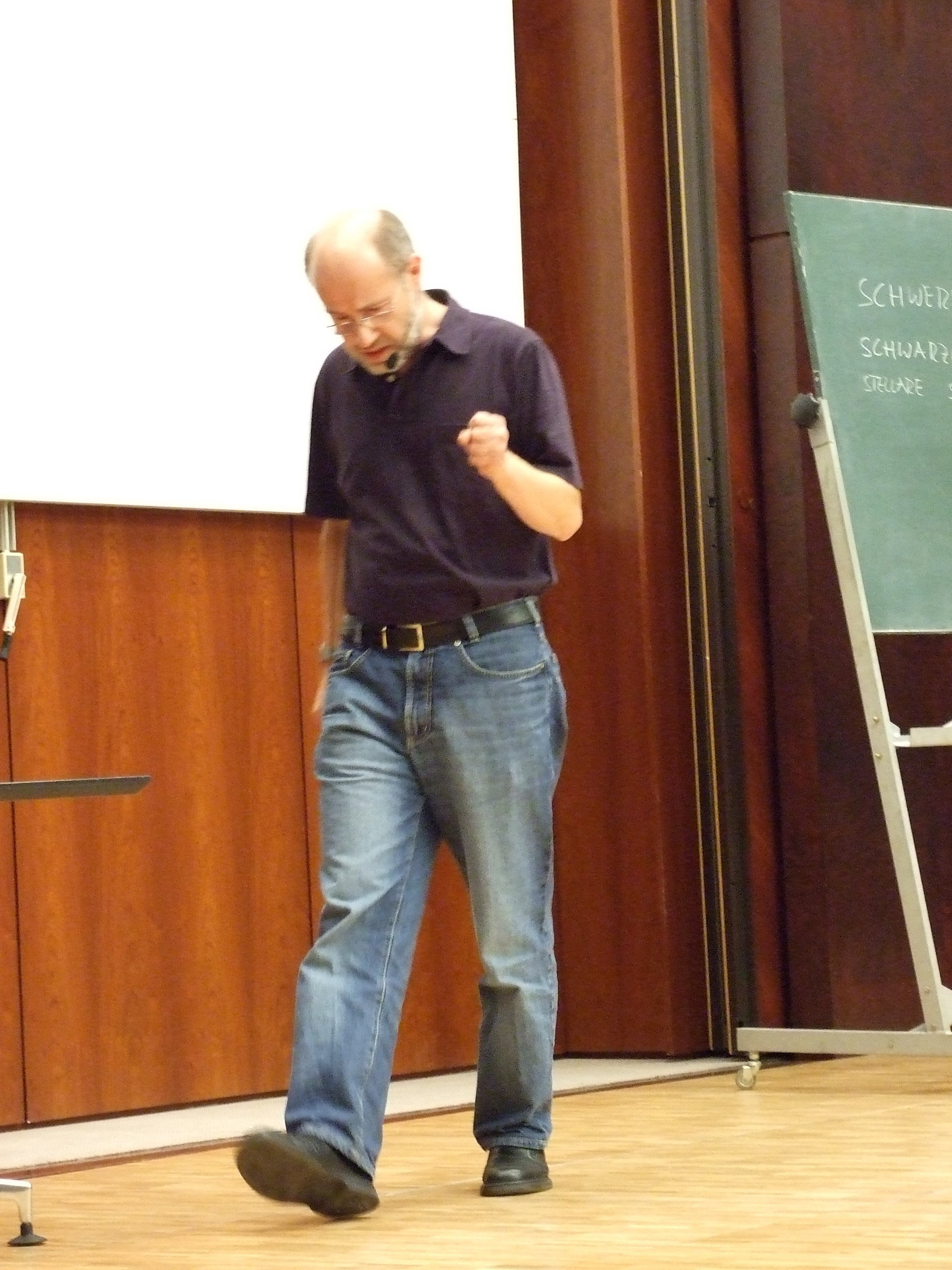
In beweging...

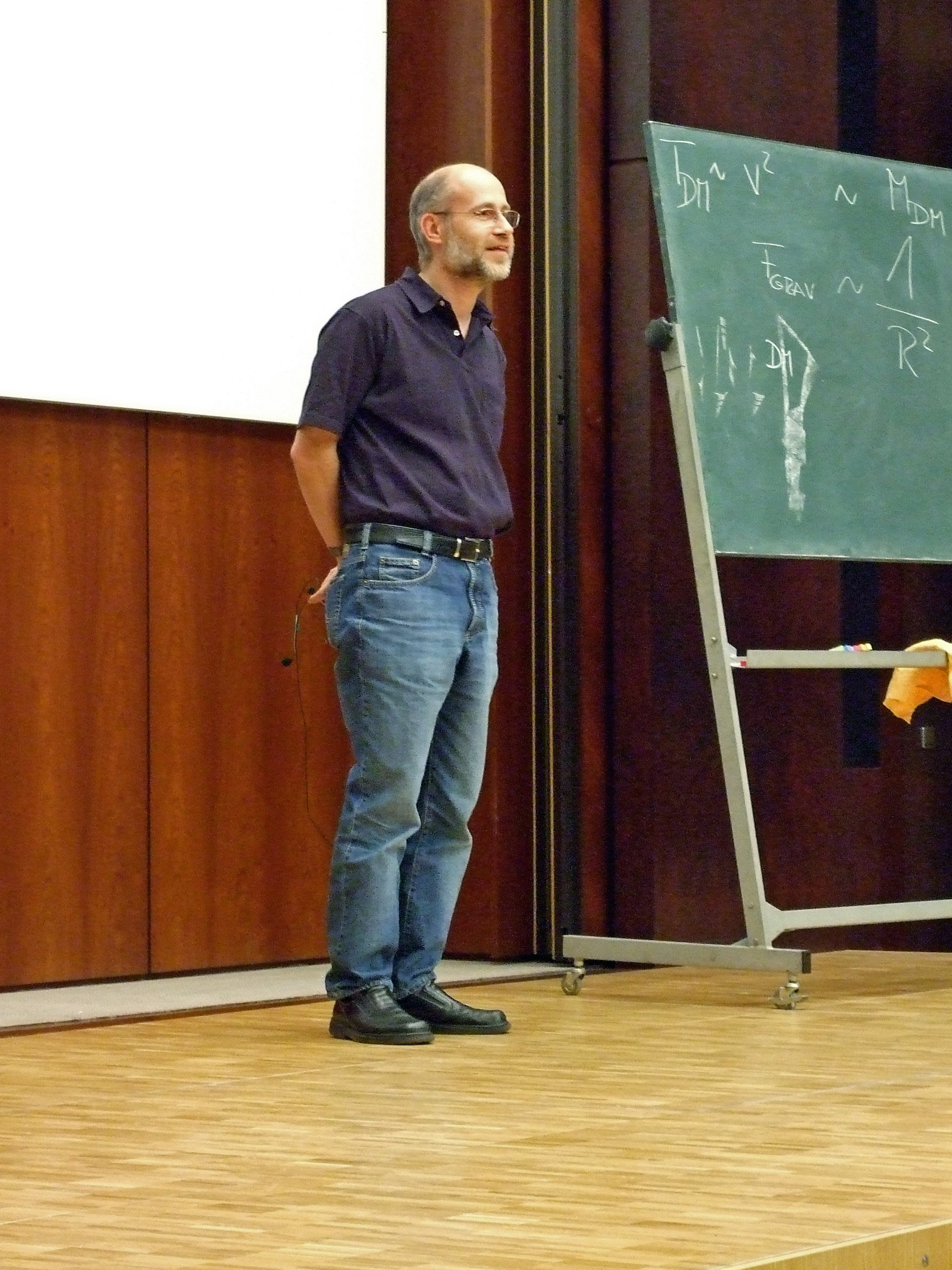
...en in rust

Harald Lesch (Gießen, 28 juli 1960) is een populair Duits natuur- en sterrenkundige, natuurfilosoof, schrijver en televisiepresentator.

## Wetenschappelijke loopbaan
Na zijn eindexamen aan de Theo-Koch-Schule in Grünberg (Hessen) ging Lesch natuurkunde studeren; eerst aan de Justus-Liebig-Universität in zijn geboortestad Gießen, daarna aan de Rheinische Friedrich-Wilhelms-Universität in Bonn, waar hij in 1987 promoveerde. Van 1988 tot 1991 was hij onderzoeksassistent bij de sterrenwacht Heidelberg-Königstuhl. In 1992 was hij gasthoogleraar aan de universiteit van Toronto. In 1994 verkreeg hij aan de universiteit van Bonn zijn universitaire doceerbevoegdheid.
Sinds 1995 is Lesch professor in de theoretische astrofysica aan de Ludwig-Maximilians-Universität te München. Zijn voornaamste onderzoeksterreinen zijn kosmische plasmafysica, neutronensterren en zwarte gaten. Sinds 2002 doceert hij ook natuurfilosofie, aan de Hogeschool voor Filosofie te München.
Lesch is lid van de Astronomische Gesellschaft (sterrenkundig genootschap) en adviseur astrofysica bij de Deutsche Forschungsgemeinschaft DFG (organisatie voor wetenschappelijk onderzoek, vergelijkbaar met de Nederlandse NWO).
Professor Lesch is ook auteur van meerdere succesvolle wetenschappelijke boeken gericht op het grote publiek, waaronder Die Menschheit schafft sich ab (2016, Spiegel-Bestseller).

## Televisieprogramma's
Sinds 1998 presenteert Lesch het programma Alpha Centauri op de Beierse educatieve zender BR-Alpha (in 2014 omgedoopt tot ARD-alpha). Per aflevering wordt hierin één astronomisch onderwerp bij de kop genomen en in ongeveer een kwartier behandeld. Er zijn inmiddels meer dan 200 afleveringen geproduceerd; herhalingen worden elke nacht en soms ook overdag en 's avonds uitgezonden. Ook heeft Lesch in de loop der jaren een aantal kortere thematische series opgenomen, waaronder Die Physik Albert Einsteins (De natuurkunde van Albert Einstein, 2005) en Die 4 Elemente (najaar 2007). Deze laatste serie behandelt de veranderende wijze waarop de mens sinds de Griekse oudheid tegen de materiële wereld heeft aangekeken. De vier klassieke elementen aarde, water, lucht en vuur worden hierbij als een leidmotief gebruikt dat door de serie heen in telkens wisselende gedaante de kop opsteekt.
In zijn populair-wetenschappelijke programma's spreekt Lesch indringend en levendig. Lange zinnen en redelijk ingewikkelde grammaticale constructies worden niet geschuwd, zonder dat dit echter tot onbegrijpelijkheid of wolligheid leidt. Zijn speciale voorliefde voor de zogeheten II. Konjunktiv (verleden tijd van de aanvoegende wijs) belijdt hij openlijk en met hartstocht.
In de series Lesch & Co., Denker des Abendlandes en Alpha bis Omega spreekt Lesch met diverse gesprekspartners over filosofische thema's. In 2007 is Lesch-Zug (Lesch-trein) van start gegaan, gepresenteerd vanuit een metrowagon tijdens de normale lijndienst. Hierin bespreekt Lesch telkens een actueel thema, waarbij hij ook nadrukkelijk zijn eigen mening naar voren brengt.
In september 2008 werd Harald Lesch de nieuwe presentator van het bekende ZDF-wetenschapsprogramma
Abenteuer Forschung (Avontuur Onderzoek). Het programma heet sinds 2014 Leschs Kosmos. In de tv-show komen thema's als astronomie, klimaat, gezondheid, nieuwe technologieën en actuele maatschappelijke vraagstukken aan bod. Het programma heeft ook een succesvol YouTube-kanaal met in totaal honderdduizenden views en 850.000 abonnees (cijfers 2021).
Sinds 2010 verzorgt Lesch jaarlijks een eindejaarsoverzicht met de titel Erde 20xx: Das Interview. Daar kijkt hij samen met "Moeder Aarde" (ingesproken door cabaretière/ comédienne Anka Zink) terug op het jaar vanuit een wetenschappelijk perspectief.
Lesch kreeg verschillende onderscheidingen voor de manier waarop hij in zijn televisieoptredens en boeken wetenschappelijke onderwerpen voor het voetlicht brengt. In 2005 kreeg hij de Communicator-Preis en in 2018 én 2020 de Deutscher Fernsehpreis in de categorie 'Beste Infotainment'.
In zijn voordrachten schenkt Lesch altijd ruim aandacht aan de fundamentele bedreigingen samenhangend met het huidige kapitalisme, zoals met name de klimaatcrisis en ontkenners daarvan, de uit de hand gelopen consumentencultuur, de universiteit als bedrijfsmodel en de excessieve digitalisering (de "algocratie"; de smartphone als de "digitale dictator") van de samenleving. 

## Boeken
- Harald Lesch en Jörn Müller:
  - Kosmologie für Fußgänger. Eine Reise durchs Universum. Goldmann, München 2001, ISBN 3-442-15154-6.
  - Big Bang, zweiter Akt. Auf den Spuren des Lebens im All. Bertelsmann, München 2003, ISBN 3-570-00776-6.
  - Kosmologie für helle Köpfe. Die dunklen Seiten des Universums. Goldmann, München 2006, ISBN 3-442-15382-4.
- Harald Lesch en het Quot-Team:
  - Physik für die Westentasche. Piper, München-Zürich 2003, ISBN 3-492-04542-1.
  - Quantenmechanik für die Westentasche. Piper, München-Zürich 2007 , ISBN 3-492-05125-1.
- Harald Lesch en Klaus Kamphausen: Die Menschheit schafft sich ab. Die Erde im Griff des Anthropozän. Komplett Media, 2016. ISBN 978-3-8312-0424-3.

## Persoonlijk leven
Harald Lesch werd geboren in een dorp in de buurt van de Duitse universiteitsstad Gießen. Hij is gehuwd met Cecilia Scorza.
Als kind droomde hij er naar eigen zeggen van om astronaut te worden. Hij richtte daarom een brief aan de Amerikaanse ruimtevaartorganisatie NASA met de vraag wat hij daarvoor moest doen. Hij kreeg ook een antwoord per brief: hij kon helaas geen astronaut worden omdat hij een bril droeg, schreef de NASA.
Harald Lesch is een liefhebber van barokmuziek, waaronder de werken van Vivaldi.